# Sergei Michailowitsch Mironow

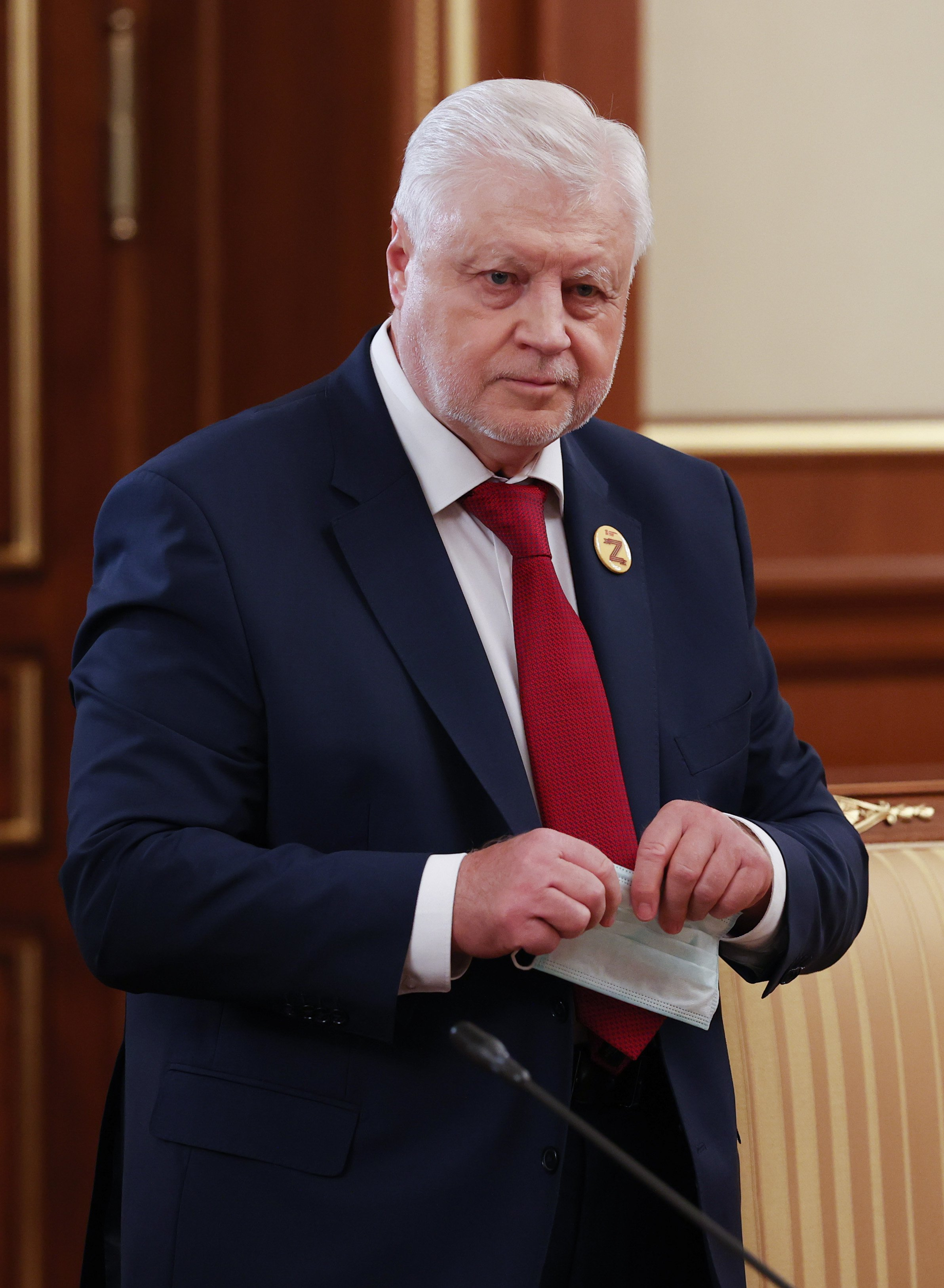
Sergei Mironow (2022)

Sergei Michailowitsch Mironow (russisch Сергей Михайлович Миронов; * 14. Februar 1953 in Puschkin, Oblast Leningrad) ist ein russischer Politiker. Er ist Vorsitzender der Partei Gerechtes Russland. Von Dezember 2001 bis Mai 2011 war er Vorsitzender des russischen Föderationsrates. Seit dem 14. Juni 2011 ist er Vorsitzender der Duma-Fraktion von „Gerechtes Russland“.

## Leben und Karriere
Mironow begann seine berufliche Laufbahn mit dem Militärdienst in der Roten Armee als Fallschirmjäger, den er von 1971 bis 1973 leistete. Danach studierte er an der Leningrader Bergbau-Hochschule und schloss das Studium 1980 ab. Während des Studiums und in den Jahren danach war er als Geophysiker in der Sowjetunion und später auch in der Mongolei tätig. Anfang der 1990er Jahre begann er politisch tätig zu werden und kandidierte schließlich 1994 erfolgreich als Abgeordneter des Petersburger Stadtparlaments, zu dessen Ersten stellvertretenden Vorsitzenden er bereits im April 1995 gewählt wurde. Nach der Amtsenthebung des Vorsitzenden Juri Krawzow durch das Stadtparlament im Jahre 1998 übernahm Mironow dessen Amt kommissarisch von April bis Dezember. Im selben Jahr wurde er erneut als Abgeordneter für eine zweite Amtszeit bestätigt und erhielt dabei mit rund 70 Prozent der Wählerstimmen das beste Ergebnis stadtweit. 2000 wurde Mironow wiederum stellvertretender Vorsitzender des Stadtparlaments. Er repräsentierte seit 2001 die Legislative Sankt Petersburgs als Senator im russischen Föderationsrat. Am 5. Dezember des gleichen Jahres wurde er vom Föderationsrat zu dessen Vorsitzenden gewählt und trat damit die Nachfolge des bisherigen Vorsitzenden Jegor Strojew an. Am 29. Januar 2003 wurde er bei erneuter Wahl des Föderationsratsvorsitzenden in diesem Amt bestätigt.
Bei den russischen Parlamentswahlen im Jahre 2003 war Mironow im Dienste der anlässlich dieser Wahlen ein Jahr zuvor gegründeten Partei des Lebens aktiv, deren Vorsitzender er von 2003 bis 2006 war. 2004 trat er als Kandidat bei den Präsidentschaftswahlen an, ohne sich dabei als Herausforderer Putins zu sehen; er ging sogar so weit, Putin öffentlich seine Unterstützung auszusprechen. Folgerichtig belegte er mit 0,75 Prozent der Stimmen (524.324 Stimmen absolut) den letzten Platz. Nach dem Zusammenschluss der Partei des Lebens mit der Rentnerpartei und der Rodina-Partei im Jahre 2006 übernahm er auch den Vorsitz der auf diese Weise am 28. Oktober 2006 neu entstandenen Partei Gerechtes Russland. Am 30. März 2007 wurde Mironow erneut als Vorsitzender des Föderationsrates bestätigt, und zwar einstimmig bei einer Enthaltung.

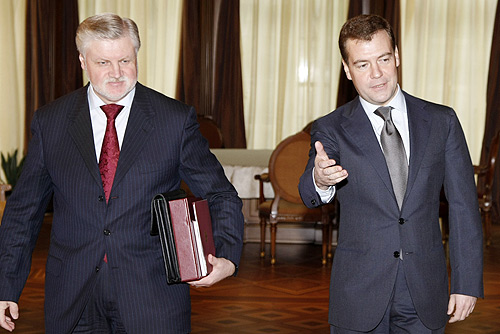
Sergei Mironow mit Russlands Präsident Dmitri Medwedew (2008)

Am 16. April 2011 ließ Sergei Mironow seinen Parteivorsitz ruhen. Zum neuen Parteivorsitzenden wurde mit 296:17 Stimmen Nikolai Lewitschew gewählt. Seit dem 27. Oktober 2013 bekleidet Mironow das Amt des Parteivorsitzenden erneut.
Am 18. Mai 2011 wurde Sergei Mironow auf Vorschlag der Partei Einiges Russland von seinen Amtspflichten als Vorsitzender des russischen Föderationsrates entbunden. Es wird vermutet, dass Mironows zunehmende Distanzierung von der Partei „Einiges Russland“ Auslöser für seine Entlassung war. Seine Nachfolgerin in diesem Amt wurde Walentina Matwijenko.
Am 8. Juni 2011 zog Sergei Mironow in die Duma ein. Eine Woche später übernahm er den Fraktionsvorsitz der Partei „Gerechtes Russland“.
Im Dezember 2011 wurde Mironow von seiner Partei zum Kandidaten bei den Russischen Präsidentschaftswahlen 2012 nominiert. Am 22. Dezember 2011 hat die Zentrale Wahlkommission seine Kandidatur registriert. Bei den Präsidentschaftswahlen am 4. März 2012 erhielt Mironow lediglich 3,85 Prozent der Stimmen und landete wiederum auf dem letzten Platz.
Im April 2014 setzte die US-amerikanische Regierung und die EU den Parteivorsitzenden Mironow auf eine Sanktionsliste infolge des russischen Kriegs in der Ukraine, die Mironow die Einreise in die Vereinigten Staaten und die Mitgliedstaaten der EU verbietet. Mironow selbst fiel beim russischen Überfall auf die Ukraine 2022  als Interessensvertreter der kriegsbefürwortenden „Falken“ in der Staatsduma auf und forderte die Eroberung weiter Teile der Ukraine. Die russische Journalistin Daria Garmonenko sieht dahinter die Absicht, die Partei im Falle eines militärischen Sieges von Russland als einer der Vorreiter des Regierungskurses zu profilieren. Mironow forderte die Ermordung des ukrainischen Präsidenten Wolodymyr Selenskyj.

## Privates
Sergei Mironow ist in vierter Ehe verheiratet. Seine dritte Ehefrau Irina Mironowa, von der er sich Mitte 2013 trennte, arbeitete früher als Praktikantin in seinem Büro. Ihretwegen hat er seine zweite Ehefrau, Ljubow Iwanowna, verlassen. Am 1. November 2013 heiratete Sergei Mironow die Sankt Petersburger Journalistin Olga Radijewskaja (* 1984). Mironow ist russisch-orthodoxer Konfession.